# 里弗里奇 (路易斯安那州)
里弗里奇（英語：River Ridge）是位於美國路易斯安那州傑佛遜堂區的一個普查規定居民點。

## 人口
根據2020年美國人口普查的數據，里弗里奇的面積為9.19平方千米，當中陸地面積為7.25平方千米，而水域面積為1.94平方千米。當地共有人口13591人，而人口密度為每平方千米1,478.89人。